# Dolní Plezom
Dolní Plezom je samota, část obce Ošelín v okrese Tachov v Plzeňském kraji. Nachází se asi dva kilometry jihozápadě od Ošelína. Je zde evidována jedna adresa. V roce 2011 zde trvale nikdo nežil.
Dolní Plezom je také název katastrálního území o rozloze 2,21 km². V katastrálním území Dolní Plezom leží i Plezom.

## Historie
První písemná zmínka o vesnici pochází z roku 1115.

## Obyvatelstvo
| Rok            | 1869 | 1880 | 1890 | 1900 | 1910 | 1921 | 1930 | 1950 | 1961 | 1970 | 1980 | 1991 | 2001 | 2011 | 2021 |
| -------------- | ---- | ---- | ---- | ---- | ---- | ---- | ---- | ---- | ---- | ---- | ---- | ---- | ---- | ---- | ---- |
| Počet obyvatel | 66   | 69   | 70   | 68   | 78   | 73   | 87   | 22   | 23   | 22   | 4    | 5    | 0    | 0    | 0    |
| Počet domů     | 12   | 12   | 12   | 14   | 15   | 13   | 13   | 6    | 14   | 3    | 1    | 1    | 0    | 0    | 0    |

## Obecní správa
Při sčítání lidu v letech 1850–1949 Dolní Plezom byl osadou obce Ošelín v okrese Stříbro. V letech 1950–1963 byl osadou obce Plezom v okrese Stříbro. V letech 1964–1979 byl znovu částí obce Ošelín v okrese Tachov. Od 1. ledna 1980 do 23. listopadu 1990 byl částí obce Svojšín v okrese Tachov. Od 24. listopadu 1990 je opět částí obce Ošelín v okrese Tachov.